# Pogonatum inflexum
Pogonatum inflexum är en bladmossart som beskrevs av Sande Lacoste 1869 [1870. Pogonatum inflexum ingår i släktet grävlingmossor, och familjen Polytrichaceae. Inga underarter finns listade i Catalogue of Life.

## Bildgalleri

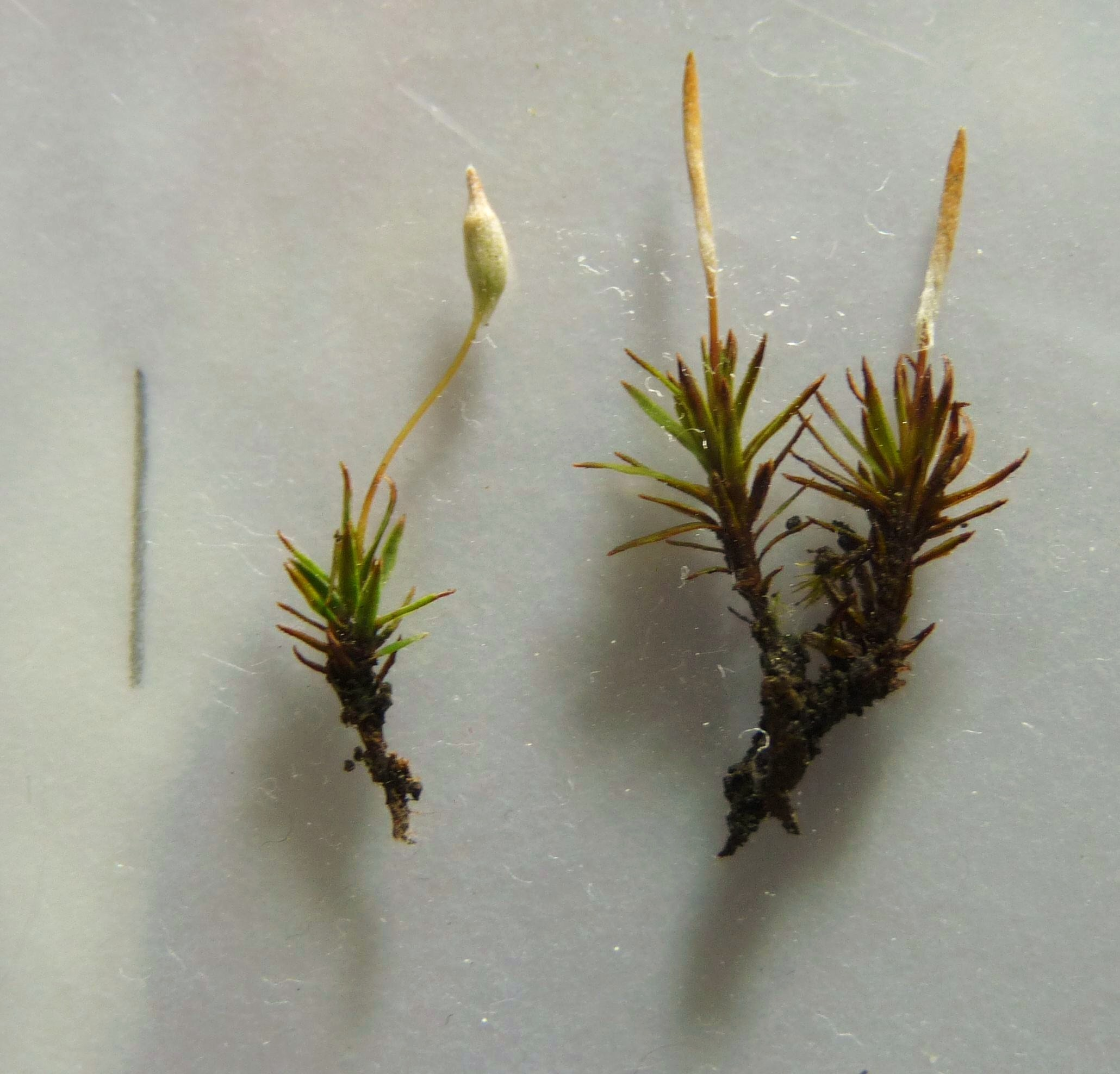